# Брухаль Ігор Григорович
Ігор Григорович Брухаль (нар. 10 березня 1985) — український музикант, цимбаліст, викладач, лауреат Міжнародних та Всеукраїнських конкурсів, Заслужений артист України.

## Біографія
Народився 10 березня 1985 року в місті Тернопіль у сім'ї музикантів.
Його батько, Григорій Михайлович — цимбаліст, а мати, Ірина Омельянівна — бандуристка.

### Освіта
Закінчив на відмінно Тернопільське музичне училище ім. С. А. Крушельницької (2000—2004), а потім Львівську національну музичну академію ім. М. В. Лисенка (2004—2009 магістр, 2009—2012 аспірант).

### Творча діяльність
Концертною діяльністю Ігор Брухаль почав займатись ще в студентські часи.
Перші великі сольні концерти відбулись у Тернопільській обласній філармонії (2009 р.) та у Тернопільському академічному обласному українському драматичному театрі імені Т. Г. Шевченка (2013 р.). Під час виступів продемонстрував майстерну гру на цимбалах, як соліст, так і з камерним та симфонічним оркестрами та різного роду ансамблями.
Неординарним є поєднання цимбалів з електронними інструментами, а також виконання композицій різноманітних стилів (класична, фольклорна, сучасна, популярна музика та джаз).
І. Брухаль — перший виконавець цимбальних концертів із симфонічним оркестром  І. Гайденка «Сонячне коло», С. Кушнірука «Аркан», М. Стецюна «Рапсодії для цимбалів», а також виконавець усіх оригінальних творів для цимбалів львівського композитора Б. Котюка.
Цимбаліст успішно і багато гастролює в Україні. Найвагоміші виступи: «Вечір цимбальної музики» (Ужгород, 2006 р.); науково-мистецький проект «Цимбальне виконавство: минуле та сучасне» (Рівне, 2007 р.); Всеукраїнський фестиваль творчості колективів МВС України «Служу українському народові» (Івано-Франківськ, 2007); концерт з нагоди презентації першого навчального посібника в світі  «Цимбали та музичний професіоналізм» народного артиста України Тараса Барана (Львів, 2008 р.); гала-концерт з нагоди святкувань 130-річчя від дня народження Г. Хоткевича (м. Львів, 2009 р.); благодійний концерт «End Polio Now» (м. Львів, 2012 р.); творчий авторський концерт композитора Б. Котюка «Авлос і Кіфара»(м. Львів, 2012 р.); VIII фестиваль класичної та вокальної музики «Музичне сузір'я Закарпаття» в містах Мукачево та Ужгороді у супроводі симфонічного оркестру Закарпатської обласної філармонії; сольний концерт в Ужгородському музичному училищі (2013); авторський вечір, присвячений 75-річчю українського композитора Мирослава Скорика (Одеса, 2013) у складі Національного одеського філармонічного оркестру (дир. Хобарт Ерл); сольний виступ в рамках III міжнародного фестивалю літньої пори «Pizzicato e Cantabile»(Львів).
Брав участь у різноманітних мистецьких цимбальних проектах та концертах у Рівному (2009 р.), Івано-Франківську (2010 р.), Луцьку (2011 р.), Харкові (2013 р.); сольні концертні виступи із оркестром народних інструментів (дир. Олена Новаковська) Херсонського училища культури в Херсоні та Тернополі (2013 р.).

### Викладацька діяльність
З 2008 року — викладач класу цимбалів Тернопільської музичної школи ім. М. Вербицького (з 2017 року — Старший викладач);
З 2009 року — викладач класу цимбалів  Тернопільського мистецького фахового коледжу  ім. С. А. Крушельницької.
Учні та студенти — переможці Всеукраїнських та Міжнародних конкурсів, випускники Львівської національної музичної академії ім. М.  Лисенка та  Національного університету імені М. Драгоманова (Стефанко Назар, Аркуша Андрій, Паращук Василь, Віятик Оксана…).
Джаз-фольк гурт «BRIO» (2009—2019)
І. Брухаль є солістом джаз-фольк гурту «БРІО», який створили разом з тернопільським скрипалем Тарасом Видишем.
У складі цього колективу великі сольні концерти в м. Тернополі (2010 р., 2012 р.), а також у численних концертах гурту в Україні (Рівне, Ужгород, Львів, Херсон, Київ, Миколаїв), та Європі: Франція, Німеччина, Польща, Італія (Jazz in Campo, 2017).
Фольк-гурт «Настасівські музики» (2007—2020 роки)
Соліст та керівник (2016—2019) ансамблю народної музики «Настасівські музики», у складі якого багаточисленні концерти та виступи в Україні та за її межами, зокрема на фестивалях української культури в Сербії «Калина» (м. Сремська Митровиця, 2010 р.), у Польщі (м. Краків, 2013 р.), «Польська Весна» (м. Познань, 2012 р.), в Німеччині (м. Берлін, 2013 р.), а також виступи на творчих звітах Тернопільської області та різноманітних урочистостях до Дня міста Тернополя.
Концертна діяльність також пов'язана з виступами у складі Львівської капели бандуристів УТОС (2004—2008), львівського гурту «Lomaga's band» та київського оркестру «Sharavaraband» (2016)
Як сесійний музикант, співпрацював з такими виконавцями як: гурт «Тріода», гурт «Фіра», тріо  «Gloria», Василь Хлистун, Павло Доскоч, Василь Дунець, Юрій Футуйма.
Засновник та учасник гурту «VILNI music band» (2020-)

## Конкурси
Регіональні:
- «Творчість Юних» I місце (1998, 1999, 2000 роки)

Всеукраїнські:
- «Нові імена України» Дипломант (м. Київ, 1998, 2000)
- Всеукраїнський фестиваль-конкурс виконавців на народних інструментах «Провесінь», I місце (м. Кропивницький, 2003)
- VII Міжнародний дитячо-юнацький мистецький конкурс «Срібний Дзвін»,[2]Гран-Прі (м. Ужгород, 2006)
- Всеукраїнський конкурс виконавців на цимбалах «Волинська Гуковиця»,[3] Гран Прі (м. Луцьк, 2010)

Міжнародні:
- VII Ім. Є. Коки (м. Кишинів, Молдова)
- V Міжнародний конкурс виконавців на народних інструментах імені Гната Хоткевича, I премія (м. Харків, 2010)

### Журі
- Тернопільський обласний конкурс «Творчість Юних»[4] (Голова журі, 2013—2021)
- Тернопільський обласний конкурс камерно-інструментальних ансамблів «Консонанс»[5] (член журі, 2017—2021)
- XXII Всеукраїнського фестивалю-конкурсу виконавців на народних музичних інструментах «Провесінь» (2019)
- Міжнародний міжконфесійний фестиваль-конкурс духовної пісні «Я там, де є благословення[6]» (член журі, 2019)

### Рецензент
- Типова навчальна програма навчальних дисциплін «Музичний інструмент цимбали» елементарного підрівня початкової мистецької освіти, розробник Юрченко О. П. (2020)
- Репертуарний збірник С. Мостового «Концертні твори для цимбалів у супроводі фортепіано» (2021)

## Наукова діяльність
Автор наукових статей:
- «Ансамбль цимбалістів як представник українського народного виконавства» (2014 р.),
- «Цехи як інститут зародження шкільництва в Україні» (2015 р.)
- «Джерела музичного професіоналізму та поява цимбалів у Львові» (2016 р.)
- «Народно-танцювальна жанровість у симфонічній творчості українських композиторів» (2016 р.)
- «Взаємодія теорії та практики в утвердженні львівської цимбальної школи» (2017 р.)
- «Становлення цимбального професіоналізму. Школа.» (2019 р.)

## Благодійна діяльність
- Rotary club Ternopil, Ukraine (2012—2018)
- Rotary club Ternopil City, Ukraine (2020-)

## Нагороди
- «Заслужений артист України» (2016 р.)